# Johnkarlingia brassicae
Johnkarlingia brassicae är en svampart som beskrevs av S.L. Singh & Pavgi 1979. Johnkarlingia brassicae ingår i släktet Johnkarlingia och familjen Synchytriaceae.   Inga underarter finns listade i Catalogue of Life.